# Max Judd
Max Judd est un joueur d'échecs américain né le 27 décembre 1851 à Tenczynek dans l'Empire russe et mort le 7 mai 1906 à Saint-Louis. Il fut un des meilleurs joueurs américains de 1870 à sa mort et remporta le quatrième championnat ouvert des États-Unis en 1903. Il fut nommé consul général des États-Unis en Autriche pendant quatre ans, de 1893 à 1897 et termina deuxième d'un tournoi à Vienne en 1897.

## Congrès et tournois américains d'échecs

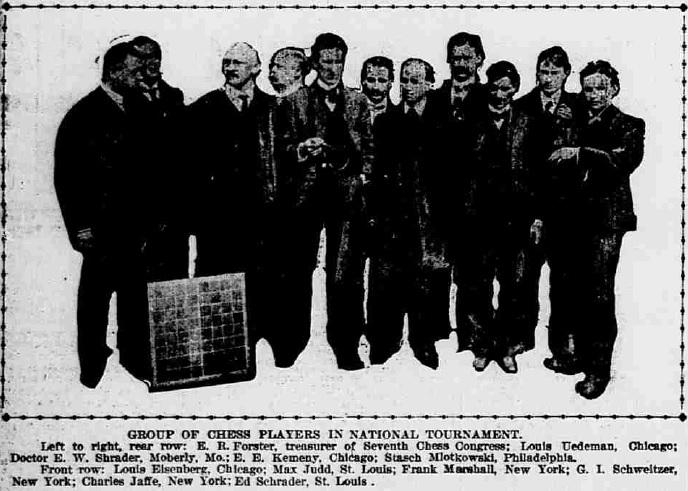
Participants au congrès américain de Saint-Louis en 1904. Max Judd, troisième à partir de la gauche, finit deuxième du tournoi après Frank Marshall (cinquième à gauche).

En décembre 1871, Judd finit quatrième du deuxième congrès  américain à Cleveland qui désigna le meilleur joueur des États-Unis en l'absence de Paul Morphy,  George Henry Mackenzie. Max Judd marqua dix victoires et six défaites (les parties nulles ne comptaient pas et étaient rejouées). 
En 1874, il fut troisième du congrès américain à Chicago, remporté par Mackenzie. Il marqua six victoires, deux nulles et deux défaites (les nulles comptaient pour un demi-point). Judd joua un rôle dans l'attribution du titre par sa victoire dans une des dernières rondes contre Henry Hosmer qui finit deuxième à un demi-point de Mackenzie.
Lors du quatrième congrès américain en 1876, à Philadelphie, Mackenzie était absent et Judd finit deuxième, un point derrière le Britannique James Mason. 
Le cinquième congrès américain eut lieu en juin 1880 à New York ; Judd termina cinquième avec 12,5 points sur 18 (victoire de Mackenzie). 
En 1888, Judd finit dernier du premier championnat de la United States Chess Association à Cincinnati. 
En 1889, à New York, il fut huitième du sixième congrès américain remporté par le Russe Mikhaïl Tchigorine devant l'Autrichien Miksa Weiss (Mackenzie était absent).
En 1903, à Chicago, Judd remporta le quatrième championnat de la Western Chess Association (le quatrième championnat ouvert des États-Unis), après départages.
En 1904, il finit deuxième, derrière Frank Marshall du septième congrès américain.

## Principaux matchs
Judd disputa de nombreux matchs.
- En janvier 1881, Judd affronta en match Mackenzie et perdit sur la marque de 5 à 7 et une nulle.
- En 1884, il perdit un match contre Johannes Zukertort à Saint-Louis : 1 à 4 (trois défaites et deux parties nulles). En 1884, Judd et Zukertort disputèrent aussi plusieurs matchs amicaux dont les résultats furent publiés par la presse.
- En juin 1887, Judd disputa un match contre Albert Hodges, match interrompu sur le score de 2,5 à 3,5 (victoire de Hodges)
- En janvier 1888, Judd battit Hodges, 5 à 2 mais et se proclama champion des États-Unis (Mackenzie était parti disputer des tournois en Europe) mais le titre n'est pas reconnu par la fédération américaine.
- En 1890, Judd gagna un match à Saint-Louis contre Jackson Showalter, 7 victoire à 3 et aucune partie nulle, sans prétendre au titre national.
- En 1891-1892, à Saint-Louis, il perdit contre Showalter la revanche, 4 à 7 et trois parties nulles. Showalter est reconnu comme champion par la fédération américaine.
- En 1899, à Saint-Louis, Judd perdit un match contre Harry Nelson Pillsbury, 1 victoire à 4 et aucune partie nulle.

## Carrière viennoise (1893-1897)
En 1893, le président Grover Cleveland nomma Judd consul général des États-Unis à Vienne en Autriche.
En 1895, Judd disputa le championnat de Vienne en Autriche et marqua sept points sur seize (victoire de Georg Marco devant Miksa Weiss]. L'année suivante, en 1895-1896, il marqua la moitié des points (11/22) et le championnat fut remporté par Weiss devant Carl Schlechter. En décembre 1896, Judd marqua à nouveau 50 % (7 points sur 14) à Vienne (victoire de Georg Marco). En 1896, il battit l'Italien Frederico Ceccarini, deux victoires à une dans un match amical.
En mai 1897, à Vienne, il termina deuxième à un point de Schlechter.